# Edith Oker
Edith Oker (Stuttgart, 1 februari 1961) is een voormalig atlete uit Duitsland. Ze was gespecialiseerd in hordelopen en de sprintafstanden.
Op de Olympische Zomerspelen van Los Angeles in 1984 liep Oker voor West-Duitsland op de 100 meter horden en de 4x100 meter sprint. Het Duitse estafette-team werd daarbij vijfde in de finale, met een tijd van 43,57.

## Persoonlijk record
| Onderdeel             | Resultaat | Jaar |
| --------------------- | --------- | ---- |
| 100 meter horden      | 13,14 s   | 1984 |
| verspringen           | 6,26 m    | 1979 |
| 4x100 meter estafette | 43,57     | 1984 |

| Onderdeel       | Resultaat | Jaar |
| --------------- | --------- | ---- |
| 60 meter        | 7,31 s    | 1984 |
| 60 meter horden | 8,04      | 1984 |

- World Athletics: 14349207